# Reflections: A Retrospective
Reflections: A Retrospective è la prima raccolta ufficiale della cantante Mary J. Blige. Il greatest hits raccoglie tutti i successi dal 1992 a oggi, con l'aggiunta di alcuni inediti come Reflections (I remember), We Ride (I see the future) e King & Queen in duetto con John Legend.

## Tracce
1. Reflections (I remember) – 4:06
2. We Ride (I see the future) – 3:57
3. You Know – 3:52
4. King & Queen – 3:46 – duetto John Legend
5. No More Drama – 4:27
6. Family Affair – 4:26
7. Real Love – 4:27
8. No One Will Do – 4:47
9. Be Without You – 4:08
10. I'm Going Down – 3:42
11. 911 – 4:19 – duetto con Wyclef Jean
12. Not Gon' Cry – 4:50
13. My Life '06 – 5:07
14. Be Happy – 5:38
15. I'll Be There For You / You're All I Need To Get By (Razor Sharp Mix) – 3:41 – duetto con Method Man
16. As – 4:46 – duetto con George Michael
17. One (versione solista) – 4:21
18. MJB Da MVP (versione estesa) – 4:08 – con 50 Cent

### Curiosità
Gli inediti Reflections (I remember), We Ride (I see the future) e King & Queen dovevano far parte di una riedizione di The Breakthrough.

## Classifiche
| Classifica (2006) | Posizione massima |
| ----------------- | ----------------- |
| Austria           | 75                |
| Italia            | 52                |
| Paesi Bassi       | 12                |
| Regno Unito       | 40                |
| Stati Uniti       | 9                 |
| Svezia            | 23                |
| Svizzera          | 19                |